# دجیمارا (کازبگی)
دجیمارا (به لاتین: Djimara) یک منطقهٔ مسکونی در گرجستان است که در شهرداری کازبگی واقع شده‌است. دجیمارا ۰ نفر جمعیت دارد و ۲٬۲۸۰ متر بالاتر از سطح دریا واقع شده‌است.